# RK Lovćen Cetinje
Lo Rukometni klub Lovćen è una squadra di pallamano maschile montenegrina, con sede a Cettigne.

## Palmarès

### Trofei nazionali
- Campione di Serbia e Montenegro: 2
  - 1999-00, 2000-01.
- Campione di Montenegro: 10
  - 2006-07, 2011-12, 2012-13, 2013-14, 2014-15, 2017-18, 2018-19, 2019-20, 2020-21, 2022-23
- Coppa della Serbia e Montenegro: 2
  - 2001-02, 2002-03.
- Coppa della Montenegro: 12
  - 2008-09, 2009-10, 2010-11, 2011-12, 2012-13, 2013-14, 2014-15, 2016-17, 2017-18, 2019-20, 2020-21, 2021-22